# Yūichirō Umehara
Yūichirō Umehara (梅原 裕一郎 Umehara Yū'ichirō?,  Prefectura de Shizuoka, Japón, 8 de marzo de 1991) es un actor de voz japonés, afiliado a afiliado a Arts Vision. Ha participado en series como Gatchaman Crowds, Makura no Danshi y Binan Kōkō Chikyū Bōei-bu Love!, entre otras.
Ha sido condecorado, junto con sus colegas Shunsuke Takeuchi y Ayumu Murase, con el premio "Mejor actor revelación" en la 10° ceremonia de los Seiyū Awards. Fue elegido como el "Mejor actor de voz masculina" en los Newtype Anime Awards, premiando series, actores y productores de las series y películas publicadas entre octubre de 2016 y septiembre de 2017.

## Biografía
Umehara nació el 8 de marzo de 1991 en la prefectura de Shizuoka, Japón. Tocó el piano durante ocho años y la guitarra durante tres años. En la escuela primaria, formó parte del club de música, mientras que en la secundaria perteneció a una banda de música ligera, donde era el vocalista y tocaba la guitarra eléctrica. Se sintió atraído hacia la industria de la actuación de voz en su primer año de escuela media, tras ver al actor Hōchū Ōtsuka, quien interpretó el papel de Aragorn en el doblaje japonés de El Señor de los Anillos. Durante su segundo año de universidad, Umehara comenzó a asistir al Nihon Narration Engi Kenkyūjo, un instituto de Arts Vision que entrena a artistas nuevos. Se unió a Arts Vision un año después, junto a Daiki Yamashita.
Debutó en 2013 con un pequeño papel en Pokémon: XY, mientras que al año siguiente obtuvo su primer papel regular en una serie de anime, Orenchi no Furo Jijō, donde interpretó al deuteragonista Wakasa. Umehara saltó a la fama en 2015, interpretando a En Yufuin en Binan Kōkō Chikyū Bōei-bu Love!, papel que le ha valido reconocimiento internacional. En octubre de 2015, le dio voz a Kuroo Hazama en Young Black Jack, siendo este su primer papel protagonista.
En 2016, Umehara ganó el premio a "Mejor actor revelación" en los Seiyū Awards. En 2017, fue condecorado en los Newtype Anime Awards con el premio a "Mejor actor de voz masculina".

## Vida personal
El 10 de mayo de 2018, su agencia anunció que Umehara había sido hospitalizado y que estaba bajo tratamiento médico debido a una encefalomielitis aguda diseminada. Debido a esto se anunció que se retiraría indefinidamente de sus actividades como seiyū hasta su recuperación. El 30 de julio de 2018, Arts Vision anunció que Umehara había sido dado de alta y que retomaría sus actividades tras recuperarse por completo. El mismo día, su agencia declaró que a pesar de haber sufrido una complicación médica como resultado de una hipertensión intracraneal, la salud de Umehara se encontraba fuera de peligro.

## Filmografía

### Anime
| Año  | Título                                                        | Papel                       |
| ---- | ------------------------------------------------------------- | --------------------------- |
| 2013 | Pokémon: XY                                                   | Ornis                       |
| 2014 | Orenchi no Furo Jijō                                          | Wakasa                      |
| 2015 | Akagami no Shirayukihime                                      | Mitsuhide Rōen              |
| 2015 | Binan Kōkō Chikyū Bōei-bu Love!                               | En Yufuin                   |
| 2015 | Gatchaman Crowds insight                                      | Rizumu Suzuki               |
| 2015 | Makura no Danshi                                              | Ryūshi Theodore Emori       |
| 2015 | Million Doll                                                  | Ryūsan                      |
| 2015 | Mobile Suit Gundam: Iron-Blooded Orphans                      | Eugene Seven Stark          |
| 2015 | Owari no Seraph                                               | René Simm                   |
| 2015 | Owari no Seraph: Nagoya Kessen-hen                            | René Simm                   |
| 2015 | Aquarion Logos                                                | Hayato Kujō                 |
| 2015 | Young Black Jack                                              | Kuroo Hazama/Black Jack     |
| 2016 | Akagami no Shirayukihime 2                                    | Mitsuhide Rōen              |
| 2016 | Amanchu!                                                      | Makoto Ninomiya             |
| 2016 | Battery                                                       | Kazuki Kaionji              |
| 2016 | Binan Kōkō Chikyū Bōei-bu Love! Love!                         | En Yufuin                   |
| 2016 | Gate: Jieitai Kanochi nite, Kaku Tatakaeri                    | Diabo                       |
| 2016 | Girlish Number                                                | Gojō Karasuma               |
| 2016 | Magi-kyun! Renaissance                                        | Teika Ichijouji             |
| 2016 | Nananin no Ayakashi                                           | Guden                       |
| 2016 | Tiger Mask W                                                  | Takuma Fujii/Tiger the Dark |
| 2016 | Trickster: Edogawa Rampo 'Shōnen Tantei-dan' Yori             | Ryō Inoue                   |
| 2017 | Chiruran Nibun no Ichi                                        | Nagakura Shinpachi          |
| 2017 | Classroom of the Elite                                        | Manabu Horikita             |
| 2017 | Dynamic Chord                                                 | Shinobi "Kuro" Kurosawa     |
| 2017 | Kabukibu!                                                     | Tonbo Murase                |
| 2017 | Karadasagashi                                                 | Kenji Sugimoto              |
| 2017 | Kino no Tabi -the Beautiful World-                            | Shizu                       |
| 2017 | Koisuru Shirokuma                                             | Polar Bear                  |
| 2017 | Kujira no Kora wa Sajō ni Utau                                | Ōni                         |
| 2017 | Rage of Bahamut: Virgin Soul                                  | Charioce XVII               |
| 2017 | Robomasters The Animated Series                               | Tei                         |
| 2017 | Sengoku Night Blood                                           | Masamune Date               |
| 2017 | Starmyu 2                                                     | Ren Kitahara                |
| 2017 | The Idolmaster SideM                                          | Kyōji Takajō (Beit)         |
| 2017 | Tsukipro The Animation                                        | Dai Murase (SolidS)         |
| 2018 | Amanchu! Advance                                              | Makoto Ninomiya             |
| 2018 | Asa Da Yo!Kaishain                                            | Kaibura Kai                 |
| 2018 | Black Clover                                                  | Mars                        |
| 2018 | Caligula                                                      | Izuru Minezawa              |
| 2018 | Captain Tsubasa                                               | Ken Wakashimazu             |
| 2018 | Dame×Prince                                                   | Vino von Ronzado            |
| 2018 | Darling in the Franxx                                         | Goro                        |
| 2018 | Gakuen Babysitters                                            | Hayato Kamitani             |
| 2018 | Gintama: Gin no Tamashii-hen                                  | Enshou                      |
| 2018 | Goblin Slayer                                                 | Goblin Slayer               |
| 2018 | Hakyū Hōshin Engi                                             | Igo                         |
| 2018 | Juushinki Pandora                                             | Jay Yun                     |
| 2018 | Last Hope                                                     | Jay Yoon                    |
| 2018 | The Legend of the Galactic Heroes: Die Neue These - Kaikou    | Siegfried Kircheis          |
| 2018 | Mobile Suit Gundam Narrative                                  | Zoltan Akkanen              |
| 2018 | Planet With                                                   | Hideo Torai                 |
| 2018 | Sword Gai: The Animation                                      | Seiya Ichijou               |
| 2018 | Tada-kun wa Koi wo Shinai                                     | Hajime Sugimoto             |
| 2018 | The iDOLM@STER SideM: WakeAtte Mini!                          | Kyōji Takajō                |
| 2018 | The Thousand Musketeers                                       | Ieyasu                      |
| 2018 | Uchū no Hō: Reimei-hen                                        | Alpha                       |
| 2019 | Ahiru no Sora                                                 | Shigenobu Yakuma            |
| 2019 | Crayon Shin-chan                                              | Ikemen                      |
| 2019 | Ace of Diamond Act II                                         | Soiichiro Mima              |
| 2019 | Enen no Shouboutai                                            | Tōjō                        |
| 2019 | Ensemble Stars!                                               | Keito Hasumi                |
| 2019 | Kimi dake ni Motetainda                                       | Shun Gotōda                 |
| 2019 | Meiji Tokyo Renka                                             | Ozaki Kouyou                |
| 2019 | One Punch Man                                                 | Kuroi Sēshi                 |
| 2019 | RobiHachi                                                     | Prince Chamechamecha        |
| 2019 | Shinchō Yūsha: Kono Yūsha ga Ore TUEEE Kuse ni Shinchō Sugiru | Seiya Ryūgūin               |
| 2019 | Stand My Heroes: Piece of Truth                               | Gō Miyase                   |
| 2019 | Star-Myu 3                                                    | Ren Kitahara                |
| 2019 | The Legend of the Galactic Heroes: Die Neue These - Seiran    | Siegfried Kircheis          |
| 2019 | Tsukipro The Animation 2nd Season                             | Dai Murase                  |
| 2019 | ZENONZARD The Animation                                       | Ash Claude                  |
| 2020 | Akudama Drive                                                 | Courier                     |
| 2020 | Fruits Basket Season 2                                        | Kureno Sōma                 |
| 2020 | Goblin Slayer: Goblin's Crown                                 | Goblin Slayer               |
| 2020 | Golden Kamuy                                                  | Vasily                      |
| 2020 | Kitsutsuki Tantei-dokoro                                      | Sakutaro Hagiwara           |
| 2020 | Plunderer                                                     | Jail Murdoch                |
| 2020 | Uchi Tama!? ~Uchi no Tama Shirimasen ka?~                     | Kuro Mikawa                 |
| 2021 | 2.43: Seiin High School Boys Volleyball Team                  | Misao Aoki                  |
| 2021 | Fruits Basket: The Final                                      | Kureno Sōma                 |
| 2021 | High-Rise Invasion                                            | Sniper Mask                 |
| 2021 | Mashiro no Oto                                                | Seiryū Kamiki               |
| 2021 | Skate-Leading☆Stars                                           | Izumi Himekawa              |
| 2021 | SSSS.Dynazenon                                                | Koyomi Yamanaka             |
| 2022 | Aoashi                                                        | Haruhisa Kuribayashi        |
| 2022 | Bleach: Sennen Kessen-hen                                     | Jugram Haschwalth           |
| 2022 | Play It Cool, Guys                                            | Takayuki Mima               |
| 2022 | Shoot! Goal to the Future                                     | Atsushi Kamiya              |
| 2022 | Akuyaku reijou nanode last boss wo katte mimashita            | Claude Jean Ellmeyer        |
| 2023 | Goblin Slayer Season II                                       | Goblin Slayer               |
| 2023 | High Card                                                     | Vijay Kumar Singh           |
| 2023 | Kimetsu no Yaiba: Katanaji no Sato-hen                        | Sekido                      |
| 2023 | Maō Gakuin no Futekigōsha II                                  | Anos Voldigoad              |
| 2023 | Spy Kyōshitsu                                                 | Klaus                       |
| 2023 | Tsurune Season 2                                              | Reiji Aragaki               |

### OVAs
2016
- Akagami no Shirayuki-hime: Nandemonai Takaramono, Kono Page como Mitsuhide Rōen
- "Eiyū" Kaitai como Uro Yamada

2017
- Binan Kōkō Chikyū Bōei-bu Love! Love! Love! como En Yufuin

### ONAs
2016
- Whistle! como Ryōichi Tenjō

2021
- JoJo's Bizarre Adventure: Stone Ocean como Weather Report

### Películas
2021
- Palabras que burbujean como un refresco como Toughboy

### CD dramas
- Goblin Slayer como Goblin Slayer

### Cómic
2015
- Boku no Hero Academia como Katsuki Bakugo

### Videojuegos
- Caligula como Izuru Minezawa.
- Captain Tsubasa: Dream Team como Giorgi.
- Ikemen Sengoku: Toki o Kakeru Koi ~Arata Naru Deai~[15] como Shingen Takeda[16]
- Rage of Bahamut: Virgin Soul como Charioce XVII
- Sengoku Night Blood como Masamune Date
- Ensemble stars!! music/Ensemble stars basic como Keito Hazumi
- Toraware no Palma como Haruto
- Gakuen Club como Renji Kamiki
- Knights Chronicle como Damian
- Genshin Impact como Alhacén
- Alchemy Stars como Leyn
- Twisted Wonderland como Leona Kingscholar

### Doblaje
- Goosebumps como Zach Cooper
- Bravest Warriors como Daniel "Danny" Vasquez
- Miraculous: las aventuras de Ladybug como Luka Couffaine

## Música
- Interpretó el tema de apertura de Binan Kōkō Chikyū Bōei-bu Love! titulado: "Zettai Muteki Fallin'LOVE", junto con Kazutomi Yamamoto, Kōtarō Nishiyama, Yūsuke Shirai y Toshiki Masuda.
- Interpretó junto con Wataru Hatano, Yūki Ono, Shouta Aoi, Takuya Eguchi y KENN, el sencillo Kimi ni Maji-kyun! de la franquicia Magic-Kyun! Renaissance, llegando al puesto 22 de ventas en Japón.
- Para la franquicia The Idolmaster ha participado del CD THE IDOLMASTER SideM ORIGINAL PIECES 02 OP/ED, en su rol como Kyoji Takajo, Lo hizo en compañía de Yutaka Balletta, Kento Hama, Yusuke Nagano y Yūko Sanpei. En su semana de lanzamiento han conseguido estar en el 17.º puesto del ranking de ventas japonés, con 7.620 copias vendidas.[17]